# 特立尼达 (科罗拉多州)
特立尼达（英語：Trinidad），是美国科罗拉多州拉斯阿尼馬斯郡下属的一座城市，亦是其縣治。建市于1879年12月30日，面积大约为9.276平方英里（24.024平方公里）。根据2010年美国人口普查，该市有人口9,096人。2011年估计该市有人口8,817人。同时，论人口该市是科罗拉多州第51大城市。

## 地理
特立尼达的座標為37°10′15″N 104°30′23″W / 37.17083°N 104.50639°W（37.170944,-104.506447）。根據2000年人口普查，本城面積為6.3平方英里（16.32平方），沒有水域。